# Alexander Rüstow

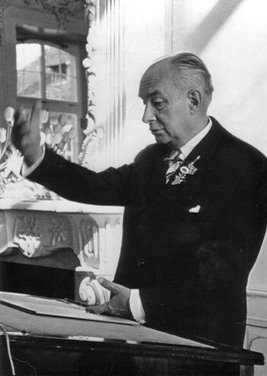
Alexander Rüstow in 1960

Alexander Rüstow (Wiesbaden, 8 april 1885 - Heidelberg, 30 juni 1963) was een Duits socioloog en econoom. Hij was een achterneef van Wilhelm Rüstow. 
In 1938 introduceerde hij de term neoliberalisme op het Colloque Walter Lippmann. Hij was een van de intellectuele vaders van de sociale markteconomie die de Bondsrepubliek vorm gaf na de Tweede Wereldoorlog.
- Bibsys: 90082214
- Biblioteca Nacional de Chile: 000481346
- Bibliothèque nationale de France: cb123654831 (data)
- Catàleg d'autoritats de noms i títols de Catalunya: 981058612625106706
- CiNii: DA02286243
- Gemeinsame Normdatei: 118750291
- International Standard Name Identifier: 0000 0000 8120 5200
- Library of Congress Control Number: n80010149
- Nationale Bibliotheek van Tsjechië: vse2008438117
- Nationale bibliotheek van Australië: 35135160
- Nationale Bibliotheek van Israël: 987007279127805171
- Nationale Bibliotheek van Polen: a0000002809045
- Nederlandse Thesaurus van Auteursnamen: 069475407
- Système universitaire de documentation: 032669135
- Trove: 837439
- Virtual International Authority File: 41917922
- WorldCat: E39PBJqQBHRgvXt7vj4YB3kxDq